# A Will és Grace epizódjainak listája
Ez a cikk a Will és Grace című sorozat epizódjait listázza.

## Évados áttekintés
| Évad | Évad | Epizódok | Eredeti sugárzás     | Eredeti sugárzás  | Eredeti adó |
| Évad | Évad | Epizódok | Évadpremier          | Évadfinálé        | Eredeti adó |
| ---- | ---- | -------- | -------------------- | ----------------- | ----------- |
|      | 1    | 22       | 1998. szeptember 21. | 1999. május 13.   | NBC         |
|      | 2    | 24       | 1999. szeptember 21. | 2000. május 23.   | NBC         |
|      | 3    | 25       | 2000. október 12.    | 2001. május 17.   | NBC         |
|      | 4    | 27       | 2001. szeptember 27. | 2002. május 16.   | NBC         |
|      | 5    | 24       | 2002. szeptember 26. | 2003. május 15.   | NBC         |
|      | 6    | 24       | 2003. szeptember 25. | 2004. április 29. | NBC         |
|      | 7    | 24       | 2004. szeptember 16. | 2005. május 19.   | NBC         |
|      | 8    | 24       | 2005. szeptember 29. | 2006. május 18.   | NBC         |
|      | 9    | 16       | 2017. szeptember 28. | 2018. április 5.  | NBC         |
|      | 10   | 18       | 2018. október 4.     | 2019. április 4.  | NBC         |
|      | 11   | 18       | 2019. október 24.    | 2020. április 23. | NBC         |

## 1. évad (1998-1999)
| Sor. | Év. | Cím                                  | Rendező       | Író                                                              | Premier              | Nézettség    |
| ---- | --- | ------------------------------------ | ------------- | ---------------------------------------------------------------- | -------------------- | ------------ |
| 1.   | 1.  | Love and Marriage                    | James Burrows | David Kohan és Max Mutchnick                                     | 1998. szeptember 21. | 11,82 millió |
| 2.   | 2.  | A New Lease on Life                  | James Burrows | David Kohan és Max Mutchnick                                     | 1998. szeptember 28. | 11,11 millió |
| 3.   | 3.  | Head Case                            | James Burrows | David Kohan és Max Mutchnick                                     | 1998. október 5.     | 11,07 millió |
| 4.   | 4.  | Between a Rock and Harlin's Place    | James Burrows | David Kohan és Max Mutchnick                                     | 1998. október 12.    | 12,51 millió |
| 5.   | 5.  | Boo! Humbug                          | James Burrows | Jon Kinnally és Tracy Poust                                      | 1998. október 26.    | 8,55 millió  |
| 6.   | 6.  | William, Tell                        | James Burrows | William Lucas Walker                                             | 1998. november 9.    | 8,45 millió  |
| 7.   | 7.  | Where There's a Will, There's No Way | James Burrows | Jhoni Marchinko                                                  | 1998. november 16.   | 7,46 millió  |
| 8.   | 8.  | The Buying Game                      | James Burrows | Dava Savel                                                       | 1998. november 30.   | 9,59 millió  |
| 9.   | 9.  | The Truth About Will and Dogs        | James Burrows | David Kohan és Max Mutchnick                                     | 1998. december 15.   | 12,06 millió |
| 10.  | 10. | The Big Vent                         | James Burrows | Történet: Tracy Poust és Jon Kinnally Tévéjáték: Jhoni Marchinko | 1999. január 5.      | 13,07 millió |
| 11.  | 11. | Will on Ice                          | James Burrows | Michael Patrick King                                             | 1999. január 12.     | 13,60 millió |
| 12.  | 12. | My Fair Maid-y                       | James Burrows | Adam Barr                                                        | 1999. február 2.     | 12,24 millió |
| 13.  | 13. | The Unsinkable Mommy Adler           | James Burrows | Alex Herschlag                                                   | 1999. február 9.     | 12,09 millió |
| 14.  | 14. | Big Brother is Coming: Part 1        | James Burrows | David Kohan és Max Mutchnick                                     | 1999. február 16.    | 11,75 millió |
| 15.  | 15. | Big Brother is Coming: Part 2        | James Burrows | David Kohan és Max Mutchnick                                     | 1999. február 23.    | 11,85 millió |
| 16.  | 16. | Yours, Mine or Ours                  | James Burrows | Ellen Idelson és Rob Lotterstein                                 | 1999. március 2.     | 10,85 millió |
| 17.  | 17. | Secrets and Lays                     | James Burrows | Dava Savel                                                       | 1999. március 23.    | 13,25 millió |
| 18.  | 18. | Grace, Replaced                      | James Burrows | Katie Palmer                                                     | 1999. április 8.     | 19,08 millió |
| 19.  | 19. | Will Works Out                       | James Burrows | Michael Patrick King és Jon Kinnally és Tracy Poust              | 1999. április 22.    | 17,19 millió |
| 20.  | 20. | Saving Grace                         | James Burrows | Jhoni Marchinko                                                  | 1999. április 29.    | 16,89 millió |
| 21.  | 21. | Alley Cats                           | James Burrows | Jhoni Marchinko és Alex Herschlag                                | 1999. május 6.       | 17,24 millió |
| 22.  | 22. | Object of My Rejection               | James Burrows | Adam Barr                                                        | 1999. május 13.      | 18,14 millió |

## 2. évad (1999-2000)
| Sor. | Év. | Cím                                                         | Rendező       | Író                                            | Premier              | Nézettség    |
| ---- | --- | ----------------------------------------------------------- | ------------- | ---------------------------------------------- | -------------------- | ------------ |
| 23.  | 1.  | Guess Who's Not Coming to Dinner                            | James Burrows | David Kohan és Max Mutchnick                   | 1999. szeptember 21. | 16,09 millió |
| 24.  | 2.  | Election                                                    | James Burrows | Adam Barr                                      | 1999. szeptember 28. | 12,99 millió |
| 25.  | 3.  | Das Boob                                                    | James Burrows | Jhoni Marchinko                                | 1999. november 2.    | 12,94 millió |
| 26.  | 4.  | Whose Mom is it Anyway?                                     | James Burrows | Alex Herschlag                                 | 1999. november 9.    | 11,82 millió |
| 27.  | 5.  | Polk Defeats Truman                                         | James Burrows | Jeff Greenstein                                | 1999. november 16.   | 12,41 millió |
| 28.  | 6.  | To Serve and Disinfect                                      | James Burrows | Katie Palmer                                   | 1999. november 23.   | 11,83 millió |
| 29.  | 7.  | Homo for the Holidays                                       | James Burrows | Alex Herschlag                                 | 1999. november 25.   | 19,15 millió |
| 30.  | 8.  | Terms of Employment                                         | James Burrows | David Kohan és Max Mutchnick                   | 1999. november 30.   | 11,61 millió |
| 31.  | 9.  | I Never Promised You An Olive Garden                        | James Burrows | Jon Kinnally és Tracy Poust                    | 1999. december 14.   | 12,02 millió |
| 32.  | 10. | Tea and a Total Lack of Sympathy                            | James Burrows | Jon Kinnally és Tracy Poust                    | 2000. január 11.     | 13,44 millió |
| 33.  | 11. | Seeds of Discontent                                         | James Burrows | Jhoni Marchinko                                | 2000. január 25.     | 12,56 millió |
| 34.  | 12. | He's Come Undone                                            | James Burrows | Adam Barr                                      | 2000. február 8.     | 14,49 millió |
| 35.  | 13. | Oh Dad, Poor Dad, He's Kept Me in the Closet and I'm So Sad | James Burrows | Katie Palmer                                   | 2000. február 15.    | 11,96 millió |
| 36.  | 14. | Acting Out                                                  | James Burrows | David Kohan és Max Mutchnick                   | 2000. február 22.    | 12,53 millió |
| 37.  | 15. | Advise and Resent                                           | James Burrows | Jon Kinnally és Tracy Poust                    | 2000. február 29.    | 12,53 millió |
| 38.  | 16. | Hey La, Hey La, My Ex-Boyfriend's Back                      | James Burrows | Jeff Greenstein                                | 2000. március 14.    | 10,45 millió |
| 39.  | 17. | The Hospital Show                                           | James Burrows | Adam Barr                                      | 2000. március 28.    | 12,26 millió |
| 40.  | 18. | Sweet and Sour Charity                                      | James Burrows | Gail Lerner                                    | 2000. április 4.     | 11,71 millió |
| 41.  | 19. | An Affair to Forget                                         | James Burrows | Alex Herschlag és Laura Kightlinger            | 2000. április 18.    | 12,15 millió |
| 42.  | 20. | Girls, Interrupted                                          | James Burrows | Jon Kinnally és Tracy Poust és Jhoni Marchinko | 2000. május 2.       | 12,06 millió |
| 43.  | 21. | There But for the Grace of Grace                            | James Burrows | Michelle Bochner                               | 2000. május 9.       | 11,93 millió |
| 44.  | 22. | My Best Friend's Tush                                       | James Burrows | Ellen Idelson és Rob Lotterstein               | 2000. május 16.      | 11,97 millió |
| 45.  | 23. | Ben? Her? Part 1                                            | James Burrows | David Kohan és Max Mutchnick                   | 2000. május 23.      | 15,52 millió |
| 46.  | 24. | Ben? Her? Part 2                                            | James Burrows | David Kohan és Max Mutchnick                   | 2000. május 23.      | 15,52 millió |

## 3. évad (2000-2001)
| Sor. | Év. | Cím                                  | Rendező       | Író                                            | Premier            | Nézettség    |
| ---- | --- | ------------------------------------ | ------------- | ---------------------------------------------- | ------------------ | ------------ |
| 47.  | 1.  | New Will City                        | James Burrows | David Kohan és Max Mutchnick                   | 2000. október 12.  | 24,32 millió |
| 48.  | 2.  | Fear and Clothing                    | James Burrows | Adam Barr                                      | 2000. október 19.  | 19,82 millió |
| 49.  | 3.  | Husbands and Trophy Wives            | James Burrows | Kari Lizer                                     | 2000. október 19.  | 18,59 millió |
| 50.  | 4.  | Girl Trouble                         | James Burrows | Alex Herschlag                                 | 2000. október 26.  | 17,54 millió |
| 51.  | 5.  | Grace 0, Jack 2000                   | James Burrows | Tracy Poust és Jon Kinnally                    | 2000. november 2.  | 19,68 millió |
| 52.  | 6.  | Love Plus One                        | James Burrows | Richard Rosenstock                             | 2000. november 9.  | 18,20 millió |
| 53.  | 7.  | Gypsies, Tramps and Weed             | James Burrows | Katie Palmer                                   | 2000. november 16. | 22,33 millió |
| 54.  | 8.  | Lows in the Mid-Eighties Part 1      | James Burrows | Jeff Greenstein                                | 2000. november 23. | 18,28 millió |
| 55.  | 9.  | Lows in the Mid-Eighties Part 2      | James Burrows | Jeff Greenstein                                | 2000. november 23. | 18,28 millió |
| 56.  | 10. | Three's a Crowd, Six is a Freak Show | James Burrows | Jhoni Marchinko                                | 2000. december 14. | 20,77 millió |
| 57.  | 11. | Coffee and Commitment                | James Burrows | Adam Barr                                      | 2001. január 4.    | 20,36 millió |
| 58.  | 12. | Swimming Pools... Movie Stars        | James Burrows | Katie Palmer                                   | 2001. január 11.   | 19,86 millió |
| 59.  | 13. | Crazy in Love                        | James Burrows | Tracy Poust és Jon Kinnally                    | 2001. február 1.   | 20,38 millió |
| 60.  | 14. | Brothers, A Love Story               | James Burrows | David Kohan és Max Mutchnick                   | 2001. február 8.   | 19,21 millió |
| 61.  | 15. | My Uncle the Car                     | James Burrows | Kari Lizer                                     | 2001. február 15.  | 19,18 millió |
| 62.  | 16. | Cheaters Part 1                      | James Burrows | Alex Herschlag                                 | 2001. február 22.  | 18,51 millió |
| 63.  | 17. | Cheaters Part 2                      | James Burrows | Alex Herschlag                                 | 2001. február 22.  | 18,51 millió |
| 64.  | 18. | Mad Dogs and Average Men             | James Burrows | Adam Barr                                      | 2001. március 15.  | 16,84 millió |
| 65.  | 19. | Poker? I Don't Even Like Her         | James Burrows | Jeanette Collins és Mimi Friedman              | 2001. március 29.  | 16,66 millió |
| 66.  | 20. | An Old-Fashioned Piano Party         | James Burrows | Jhoni Marchinko és Tracy Poust és Jon Kinnally | 2001. április 19.  | 13,97 millió |
| 67.  | 21. | The Young and the Tactless           | James Burrows | Jeff Greenstein                                | 2001. április 26.  | 15,90 millió |
| 68.  | 22. | Alice Doesn't Lisp Here Anymore      | James Burrows | Sally Bradford                                 | 2001. május 3.     | 14,06 millió |
| 69.  | 23. | Last of the Really Odd Lovers        | James Burrows | Kari Lizer                                     | 2001. május 10.    | 14,17 millió |
| 70.  | 24. | Sons and Lovers Part 1               | James Burrows | David Kohan és Max Mutchnick                   | 2001. május 17.    | 20,50 millió |
| 71.  | 25. | Sons and Lovers Part 2               | James Burrows | David Kohan és Max Mutchnick                   | 2001. május 17.    | 20,50 millió |

## 4. évad (2001-2002)
| Sor. | Év. | Cím                                         | Rendező       | Író                                                                                               | Premier              | Nézettség    |
| ---- | --- | ------------------------------------------- | ------------- | ------------------------------------------------------------------------------------------------- | -------------------- | ------------ |
| 72.  | 1.  | The Third Wheel Gets the Grace              | James Burrows | David Kohan és Max Mutchnick                                                                      | 2001. szeptember 27. | 20,64 millió |
| 73.  | 2.  | Past and Presents                           | James Burrows | Tracy Poust és Jon Kinnally                                                                       | 2001. október 4.     | 19,54 millió |
| 74.  | 3.  | Crouching Father, Hidden Husband            | James Burrows | Adam Barr                                                                                         | 2001. október 11.    | 19,64 millió |
| 75.  | 4.  | Prison Blues                                | James Burrows | Alex Herschlag                                                                                    | 2001. október 18.    | 16,26 millió |
| 76.  | 5.  | Loose Lips Sink Relationships               | James Burrows | Kari Lizer                                                                                        | 2001. október 25.    | 16,20 millió |
| 77.  | 6.  | The Rules of Engagement                     | James Burrows | Jeff Greenstein                                                                                   | 2001. november 1.    | 18,75 millió |
| 78.  | 7.  | Bed, Bath, and Beyond                       | James Burrows | Jhoni Marchinko                                                                                   | 2001. november 8.    | 19,16 millió |
| 79.  | 8.  | Star-Spangled Banter                        | James Burrows | Cynthia Mort                                                                                      | 2001. november 15.   | 16,59 millió |
| 80.  | 9.  | Moveable Feast Part 1                       | James Burrows | Kari Lizer                                                                                        | 2001. november 22.   | 17,82 millió |
| 81.  | 10. | Moveable Feast Part 2                       | James Burrows | Kari Lizer                                                                                        | 2001. november 22.   | 17,82 millió |
| 82.  | 11. | Stakin' Care of Business                    | James Burrows | Bill Wrubel                                                                                       | 2001. december 6.    | 16,21 millió |
| 83.  | 12. | Jingle Balls                                | James Burrows | Laura Kightlinger                                                                                 | 2001. december 13.   | 19,38 millió |
| 84.  | 13. | Whoa, Nelly                                 | James Burrows | Adam Barr                                                                                         | 2002. január 10.     | 18,35 millió |
| 85.  | 14. | Grace in the Hole                           | James Burrows | Bill Wrubel                                                                                       | 2002. január 17.     | 17,60 millió |
| 86.  | 15. | Dyeing is Easy, Comedy is Hard              | James Burrows | Darlene Hunt                                                                                      | 2002. január 31.     | 19,91 millió |
| 87.  | 16. | A Chorus Lie                                | James Burrows | Tracy Poust és Jon Kinnally                                                                       | 2002. február 7.     | 25,30 millió |
| 88.  | 17. | Someone Old, Someplace New                  | James Burrows | Történet: Jeff Greenstein Tévéjáték: Jhoni Marchinko és Alex Herschlag                            | 2002. február 28.    | 18,17 millió |
| 89.  | 18. | Something Borrowed, Someone's Due           | James Burrows | Történet: Kari Lizer Tévéjáték: Bill Wrubel és Adam Barr                                          | 2002. március 7.     | 18,50 millió |
| 90.  | 19. | Cheatin' Trouble Blues                      | James Burrows | Alex Herschlag                                                                                    | 2002. március 28.    | 15,31 millió |
| 91.  | 20. | Went to a Garden Potty                      | James Burrows | Történet: Sally Bradford Tévéjáték: Tracy Poust és Jon Kinnally                                   | 2002. április 4.     | 16,14 millió |
| 92.  | 21. | He Shoots, They Snore                       | James Burrows | Sally Bradford                                                                                    | 2002. április 11.    | 16,30 millió |
| 93.  | 22. | Wedding Balls                               | James Burrows | Laura Kightlinger                                                                                 | 2002. április 18.    | 15,81 millió |
| 94.  | 23. | Fagel Attraction                            | James Burrows | Jenji Kohan                                                                                       | 2002. április 25.    | 15,67 millió |
| 95.  | 24. | Hocus Focus                                 | James Burrows | Sally Bradford                                                                                    | 2002. május 2.       | 17,02 millió |
| 96.  | 25. | A Buncha White Chicks Sittin' Around Talkin | James Burrows | David Kohan és Max Mutchnick                                                                      | 2002. május 9.       | 18,13 millió |
| 97.  | 26. | A.I.: Artificial Insemination Part 1        | James Burrows | Történet: Kari Lizer és Jhoni Marchinko Tévéjáték: Adam Barr és Jeff Greenstein és Alex Herschlag | 2002. május 16.      | 23,65 millió |
| 98.  | 27. | A.I.: Artificial Insemination Part 2        | James Burrows | Történet: Kari Lizer és Jhoni Marchinko Tévéjáték: Adam Barr és Jeff Greenstein és Alex Herschlag | 2002. május 16.      | 23,65 millió |

## 5. évad (2002-2003)
| Sor. | Év. | Cím                                              | Rendező       | Író                                                                                        | Premier              | Nézettség    |
| ---- | --- | ------------------------------------------------ | ------------- | ------------------------------------------------------------------------------------------ | -------------------- | ------------ |
| 99.  | 1.  | ...And the Horse He Rode in On                   | James Burrows | Adam Barr                                                                                  | 2002. szeptember 26. | 21,45 millió |
| 100. | 2.  | Bacon and Eggs                                   | James Burrows | Alex Herschlag                                                                             | 2002. október 3.     | 20,64 millió |
| 101. | 3.  | The Kid Stays Out of the Picture                 | James Burrows | Jhoni Marchinko                                                                            | 2002. október 10.    | 20,19 millió |
| 102. | 4.  | Humongous Growth                                 | James Burrows | Kari Lizer                                                                                 | 2002. október 17.    | 19,55 millió |
| 103. | 5.  | It's the Gay Pumpkin, Charlie Brown              | James Burrows | Gary Janetti                                                                               | 2002. október 31.    | 17,21 millió |
| 104. | 6.  | Boardroom and a Parked Place                     | James Burrows | Gail Lerner                                                                                | 2002. november 7.    | 21,40 millió |
| 105. | 7.  | The Needle and the Omelet's Done                 | James Burrows | Tracy Poust és Jon Kinnally                                                                | 2002. november 14.   | 19,09 millió |
| 106. | 8.  | Marry Me a Little, Marry Me a Little More Part 1 | James Burrows | Jeff Greenstein és Bill Wrubel                                                             | 2002. november 21.   | 24,26 millió |
| 107. | 9.  | Marry Me a Little, Marry Me a Little More Part 2 | James Burrows | Jeff Greenstein és Bill Wrubel                                                             | 2002. november 21.   | 24,26 millió |
| 108. | 10. | The Honeymoon's Over                             | James Burrows | Sally Bradford                                                                             | 2002. december 5.    | 19,32 millió |
| 109. | 11. | All About Christmas Eve                          | James Burrows | Adam Barr                                                                                  | 2002. december 12.   | 16,21 millió |
| 110. | 12. | Field of Queens                                  | James Burrows | Katie Palmer                                                                               | 2003. január 9.      | 16,25 millió |
| 111. | 13. | Fagmalion Part 1: Gay It Forward                 | James Burrows | Tracy Poust és Jon Kinnally                                                                | 2003. január 16.     | 15,97 millió |
| 112. | 14. | Fagmalion Part 2: Attack of the Clones           | James Burrows | Gary Janetti                                                                               | 2003. január 30.     | 15,77 millió |
| 113. | 15. | Homojo                                           | James Burrows | Bill Wrubel                                                                                | 2003. február 6.     | 16,49 millió |
| 114. | 16. | Women and Children First                         | James Burrows | Laura Kightlinger                                                                          | 2003. február 13.    | 18,71 millió |
| 115. | 17. | Fagmalion Part 3: Bye, Bye, Beardy               | James Burrows | Alex Herschlag                                                                             | 2003. február 20.    | 16,41 millió |
| 116. | 18. | Fagmalion Part 4: The Guy Who Loved Me           | James Burrows | Gail Lerner                                                                                | 2003. március 13.    | 15,01 millió |
| 117. | 19. | Sex, Losers, and Videotape                       | James Burrows | Steve Gabriel                                                                              | 2003. április 3.     | 15,04 millió |
| 118. | 20. | Leo Unwrapped                                    | James Burrows | Sonja Warfield                                                                             | 2003. április 17.    | 14,69 millió |
| 119. | 21. | Dolls and Dolls                                  | James Burrows | Kari Lizer                                                                                 | 2003. április 24.    | 17,71 millió |
| 120. | 22. | May Divorce Be With You                          | James Burrows | Sally Bradford                                                                             | 2003. május 1.       | 17,15 millió |
| 121. | 23. | 23                                               | James Burrows | Adam Barr és Jeff Greenstein és Gary Janetti és Sally Bradford és Alex Herschlag           | 2003. május 8.       | 17,10 millió |
| 122. | 24. | 24                                               | James Burrows | Gail Lerner és Kari Lizer és Jhoni Marchinko és Tracy Poust és Jon Kinnally és Bill Wrubel | 2003. május 15.      | 20,28 millió |

## 6. évad (2003-2004)
| Sor. | Év. | Cím                              | Rendező       | Író                                | Premier              | Nézettség    |
| ---- | --- | -------------------------------- | ------------- | ---------------------------------- | -------------------- | ------------ |
| 123. | 1.  | Dames at Sea                     | James Burrows | Adam Barr                          | 2003. szeptember 25. | 20,29 millió |
| 124. | 2.  | Last Ex to Brooklyn              | James Burrows | Alex Herschlag                     | 2003. október 2.     | 16,80 millió |
| 125. | 3.  | Home Court Disadvantage          | James Burrows | Jhoni Marchinko                    | 2003. október 9.     | 14,56 millió |
| 126. | 4.  | Me and Mr. Jones                 | James Burrows | Gary Janetti                       | 2003. október 23.    | 13,51 millió |
| 127. | 5.  | A-Story, Bee-Story               | James Burrows | Gail Lerner                        | 2003. október 30.    | 15,89 millió |
| 128. | 6.  | Heart Like a Wheelchair          | James Burrows | Tracy Poust és Jon Kinnally        | 2003. november 6.    | 14,68 millió |
| 129. | 7.  | Nice in White Satin              | James Burrows | Bill Wrubel                        | 2003. november 13.   | 15,21 millió |
| 130. | 8.  | Swimming from Cambodia           | James Burrows | Sonja Warfield                     | 2003. november 20.   | 16,38 millió |
| 131. | 9.  | Strangers with Candice           | James Burrows | Sally Bradford                     | 2003. december 4.    | 14,23 millió |
| 132. | 10. | Fanilow                          | James Burrows | Kari Lizer                         | 2003. december 11.   | 12,82 millió |
| 133. | 11. | The Accidental Tsuris            | James Burrows | Jeff Greenstein                    | 2004. január 15.     | 14,95 millió |
| 134. | 12. | A Gay/December Romance           | James Burrows | Tracy Poust és Jon Kinnally        | 2004. január 22.     | 15,71 millió |
| 135. | 13. | Ice Cream Balls                  | James Burrows | Laura Kightlinger                  | 2004. február 10.    | 10,84 millió |
| 136. | 14. | Looking for Mr. Good Enough      | James Burrows | Gary Janetti                       | 2004. február 19.    | 18,91 millió |
| 137. | 15. | Flip-Flop: Part 1                | James Burrows | Adam Barr                          | 2004. február 26.    | 18,14 millió |
| 138. | 16. | Flip-Flop: Part 2                | James Burrows | Alex Herschlag                     | 2004. március 4.     | 15,32 millió |
| 139. | 17. | East Side Story                  | James Burrows | Gail Lerner                        | 2004. március 11.    | 15,61 millió |
| 140. | 18. | Courting Disaster                | James Burrows | Sally Bradford                     | 2004. március 18.    | 15,00 millió |
| 141. | 19. | No Sex 'n' the City              | James Burrows | Steve Gabriel                      | 2004. március 25.    | 15,94 millió |
| 142. | 20. | Fred Astaire and Ginger Chicken  | James Burrows | Ain Gordon                         | 2004. április 1.     | 13,48 millió |
| 143. | 21. | I Never Cheered for My Father    | James Burrows | Adam Barr                          | 2004. április 8.     | 13,29 millió |
| 144. | 22. | Speechless                       | James Burrows | Sally Bradford                     | 2004. április 22.    | 16,36 millió |
| 145. | 23. | I Do, Oh, No, You Di-in't Part 1 | James Burrows | Jeff Greenstein és Jhoni Marchinko | 2004. április 29.    | 20,53 millió |
| 146. | 24. | I Do, Oh, No, You Di-in't Part 2 | James Burrows | Kari Lizer és Sonja Warfield       | 2004. április 29.    | 20,53 millió |

## 7. évad (2004-2005)
| Sor. | Év. | Cím                             | Rendező       | Író                              | Premier              | Nézettség    |
| ---- | --- | ------------------------------- | ------------- | -------------------------------- | -------------------- | ------------ |
| 147. | 1.  | FYI: I Hurt, Too                | James Burrows | David Flebotte és Alex Herschlag | 2004. szeptember 16. | 16,55 millió |
| 148. | 2.  | Back Up, Dancer                 | James Burrows | Tracy Poust és Jon Kinnally      | 2004. szeptember 23. | 15,32 millió |
| 149. | 3.  | One Gay at a Time               | James Burrows | Sally Bradford                   | 2004. szeptember 30. | 12,82 millió |
| 150. | 4.  | Company                         | James Burrows | Bill Wrubel                      | 2004. október 7.     | 12,41 millió |
| 151. | 5.  | Key Party                       | James Burrows | Sonja Warfield                   | 2004. október 14.    | 13,00 millió |
| 152. | 6.  | The Newlydreads                 | James Burrows | Kate Angelo                      | 2004. október 21.    | 10,95 millió |
| 153. | 7.  | Will & Grace & Vince & Nadine   | James Burrows | Gary Janetti                     | 2004. november 4.    | 11,87 millió |
| 154. | 8.  | Saving Grace, Again: Part 1     | James Burrows | Greg Malins                      | 2004. november 11.   | 11,96 millió |
| 155. | 9.  | Saving Grace, Again: Part 2     | James Burrows | Gail Lerner                      | 2004. november 18.   | 12,02 millió |
| 156. | 10. | Queens for a Day Part 1         | James Burrows | Kirk J. Rudell                   | 2004. november 25.   | 8,10 millió  |
| 157. | 11. | Queens for a Day Part 2         | James Burrows | Kirk J. Rudell                   | 2004. november 25.   | 8,10 millió  |
| 158. | 12. | Christmas Break                 | James Burrows | Bill Wrubel                      | 2004. december 9.    | 10,14 millió |
| 159. | 13. | Board Games                     | James Burrows | Sally Bradford                   | 2005. január 6.      | 10,10 millió |
| 160. | 14. | Partners                        | James Burrows | Alex Herschlag                   | 2005. január 13.     | 9,68 millió  |
| 161. | 15. | Bully Woolley                   | James Burrows | Greg Malins                      | 2005. február 3.     | 9,99 millió  |
| 162. | 16. | Dance Cards and Greeting Cards  | James Burrows | Gail Lerner                      | 2005. február 10.    | 11,49 millió |
| 163. | 17. | The Birds and the Bees          | James Burrows | Steve Gabriel                    | 2005. február 17.    | 9,93 millió  |
| 164. | 18. | The Fabulous Baker Boy          | James Burrows | Kate Angelo                      | 2005. február 24.    | 9,91 millió  |
| 165. | 19. | Sour Balls                      | James Burrows | Laura Kightlinger                | 2005. március 17.    | 8,45 millió  |
| 166. | 20. | The Blonde Leading the Blind    | James Burrows | Sonja Warfield                   | 2005. április 21.    | 8,05 millió  |
| 167. | 21. | It's a Dad, Dad, Dad, Dad World | James Burrows | Jordana Arkin                    | 2005. május 5.       | 7,62 millió  |
| 168. | 22. | From Queer to Eternity          | James Burrows | Barry Langer                     | 2005. május 10.      | 5,42 millió  |
| 169. | 23. | Friends with Benefits           | James Burrows | Tracy Poust és Jon Kinnally      | 2005. május 19.      | 7,92 millió  |
| 170. | 24. | Kiss and Tell                   | James Burrows | Gary Janetti                     | 2005. május 19.      | 7,92 millió  |

## 8. évad (2005-2006)
| Sor. | Év. | Cím                            | Rendező       | Író                                         | Premier              | Nézettség    |
| ---- | --- | ------------------------------ | ------------- | ------------------------------------------- | -------------------- | ------------ |
| 171. | 1.  | Alive and Schticking           | James Burrows | Bill Wrubel                                 | 2005. szeptember 29. | 9,81 millió  |
| 172. | 2.  | I Second That Emotion          | James Burrows | Gary Janetti                                | 2005. október 6.     | 8,44 millió  |
| 173. | 3.  | The Old Man and the Sea        | James Burrows | Greg Malins                                 | 2005. október 13.    | 8,34 millió  |
| 174. | 4.  | Steams Like Old Times          | James Burrows | Gail Lerner                                 | 2005. október 20.    | 7,88 millió  |
| 175. | 5.  | The Hole Truth                 | James Burrows | Sally Bradford                              | 2005. november 3.    | 7,93 millió  |
| 176. | 6.  | Love is in the Airplane        | James Burrows | Tracy Poust és Jon Kinnally                 | 2005. november 10.   | 8,85 millió  |
| 177. | 7.  | Birds of a Feather Boa         | James Burrows | Abraham Higginbotham                        | 2005. november 17.   | 8,89 millió  |
| 178. | 8.  | Swish Out of Water             | James Burrows | Kirk J. Rudell                              | 2005. november 24.   | 5,82 millió  |
| 179. | 9.  | A Little Christmas Queer       | James Burrows | Jamie Rhonheimer                            | 2005. december 8.    | 8,79 millió  |
| 180. | 10. | Von Trapped                    | James Burrows | Gail Lerner                                 | 2006. január 5.      | 7,95 millió  |
| 181. | 11. | Bathroom Humor                 | James Burrows | Greg Malins                                 | 2006. január 12.     | 9,67 millió  |
| 182. | 12. | Forbidden Fruit                | James Burrows | Janis Hirsch                                | 2006. január 19.     | 7,49 millió  |
| 183. | 13. | Cop to It                      | James Burrows | Sally Bradford                              | 2006. január 26.     | 6,91 millió  |
| 184. | 14. | I Love L. Gay                  | James Burrows | Steve Gabriel                               | 2006. február 2.     | 7,27 millió  |
| 185. | 15. | The Definition of Marriage     | James Burrows | Abraham Higginbotham                        | 2006. február 9.     | 7,45 millió  |
| 186. | 16. | Grace Expectations             | James Burrows | Janis Hirsch                                | 2006. március 16.    | 9,09 millió  |
| 187. | 17. | Cowboys and Iranians           | James Burrows | Robia Rashid                                | 2006. március 23.    | 8,82 millió  |
| 188. | 18. | Buy, Buy Baby                  | James Burrows | Kirk J. Rudell                              | 2006. március 30.    | 9,38 millió  |
| 189. | 19. | Blanket Apology                | James Burrows | James Lecesne                               | 2006. április 6.     | 8,21 millió  |
| 190. | 20. | The Mourning Son               | James Burrows | Jamie Rhonheimer                            | 2006. április 27.    | 7,58 millió  |
| 191. | 21. | Partners 'n' Crime             | James Burrows | Josh Silberman és Zack Slovinsky            | 2006. május 4.       | 7,00 millió  |
| 192. | 22. | Whatever Happened to Baby Gin? | James Burrows | Gary Janetti és Tracy Poust és Jon Kinnally | 2006. május 11.      | 9,36 millió  |
| 193. | 23. | The Finale Part 1              | James Burrows | David Kohan és Max Mutchnick                | 2006. május 18.      | 18,43 millió |
| 194. | 24. | The Finale Part 2              | James Burrows | David Kohan és Max Mutchnick                | 2006. május 18.      | 18,43 millió |

## 9. évad (2017-2018)
| Sor. | Év. | Cím                                              | Rendező       | Író                                                               | Premier              | Nézettség    |
| ---- | --- | ------------------------------------------------ | ------------- | ----------------------------------------------------------------- | -------------------- | ------------ |
| 195. | 1.  | 11 Years Later                                   | James Burrows | David Kohan és Max Mutchnick                                      | 2017. szeptember 28. | 10,19 millió |
| 196. | 2.  | Who's Your Daddy                                 | James Burrows | Tracy Poust és Jon Kinnally                                       | 2017. október 5.     | 7,14 millió  |
| 197. | 3.  | Emergency Contact                                | James Burrows | Nina Pedrad                                                       | 2017. október 12.    | 6,72 millió  |
| 198. | 4.  | Grandpa Jack                                     | James Burrows | Alex Herschlag                                                    | 2017. október 19.    | 6,69 millió  |
| 199. | 5.  | How to Succeed in Business Without Really Crying | James Burrows | Suzanne Martin és John Quaintance                                 | 2017. október 26.    | 6,79 millió  |
| 200. | 6.  | Rosario's Quinceañera                            | James Burrows | Tracy Poust és Jon Kinnally                                       | 2017. november 2.    | 5,74 millió  |
| 201. | 7.  | A Gay Olde Christmas                             | James Burrows | John Quaintance                                                   | 2017. december 5.    | 7,18 millió  |
| 202. | 8.  | Friends and Lover                                | James Burrows | Suzanne Martin                                                    | 2018. január 4.      | 4,90 millió  |
| 203. | 9.  | There's Something About Larry                    | James Burrows | Alex Herschlag                                                    | 2018. január 11.     | 4,17 millió  |
| 204. | 10. | The Wedding                                      | James Burrows | David Kohan és Max Mutchnick és Tracy Poust és Jon Kinnally       | 2018. január 18.     | 4,39 millió  |
| 205. | 11. | Staten Island Fairy                              | James Burrows | Történet: David Kohan és Max Mutchnick Tévéjáték: John Quaintance | 2018. február 1.     | 4,12 millió  |
| 206. | 12. | Three Wise Men                                   | James Burrows | Tracy Poust és Jon Kinnally                                       | 2018. március 1.     | 4,00 millió  |
| 207. | 13. | Sweatshop Annie & the Annoying Baby Shower       | James Burrows | John Quaintance                                                   | 2018. március 8.     | 3,92 millió  |
| 208. | 14. | The Beefcake & the Cake Beef                     | James Burrows | Suzanne Martin                                                    | 2018. március 15.    | 4,71 millió  |
| 209. | 15. | One Job                                          | James Burrows | Suzanne Martin és Alex Herschlag                                  | 2018. március 29.    | 3,73 millió  |
| 210. | 16. | It's a Family Affair                             | James Burrows | David Kohan és Max Mutchnick                                      | 2018. április 5.     | 3,63 millió  |

## 10. évad (2018-2019)
| Sor. | Év. | Cím                                 | Rendező       | Író                              | Premier            | Nézettség   |
| ---- | --- | ----------------------------------- | ------------- | -------------------------------- | ------------------ | ----------- |
| 211. | 1.  | The West Side Curmudgeon            | James Burrows | John Quaintance                  | 2018. október 4.   | 3,96 millió |
| 212. | 2.  | Where in the World is Karen Walker? | James Burrows | Adam Barr                        | 2018. október 11.  | 3,40 millió |
| 213. | 3.  | Tex and the City                    | James Burrows | John Quaintance                  | 2018. október 18.  | 3,36 millió |
| 214. | 4.  | Who's Sorry Now?                    | James Burrows | Tracy Poust és Jon Kinnally      | 2018. október 25.  | 3,22 millió |
| 215. | 5.  | Grace's Secret                      | James Burrows | Suzanne Martin                   | 2018. november 1.  | 3,45 millió |
| 216. | 6.  | Kid 'N Play                         | James Burrows | Suzanne Martin                   | 2018. november 15. | 2,93 millió |
| 217. | 7.  | So Long, Division                   | James Burrows | Adam Barr                        | 2018. november 29. | 2,78 millió |
| 218. | 8.  | Anchor Away                         | James Burrows | Alex Herschlag                   | 2018. december 6.  | 2,86 millió |
| 219. | 9.  | Family, Trip                        | James Burrows | Tracy Poust és Jon Kinnally      | 2019. január 31.   | 3,09 millió |
| 220. | 10. | Dead Man Texting                    | James Burrows | Jordan Reddout és Gus Hickey     | 2019. február 7.   | 3,07 millió |
| 221. | 11. | The Scales of Justice               | James Burrows | Laura Kightlinger                | 2019. február 14.  | 2,94 millió |
| 222. | 12. | The Pursuit of Happiness            | James Burrows | John Quaintance és Adam Barr     | 2019. február 21.  | 2,63 millió |
| 223. | 13. | The Real McCoy                      | James Burrows | Alex Herschlag                   | 2019. február 28.  | 2,35 millió |
| 224. | 14. | Supreme Courtship                   | James Burrows | Jordan Reddout és Gus Hickey     | 2019. március 7.   | 2,63 millió |
| 225. | 15. | Bad Blood                           | James Burrows | Adam Barr                        | 2019. március 14.  | 2,46 millió |
| 226. | 16. | Conscious Coupling                  | James Burrows | Tracy Poust és Jon Kinnally      | 2019. március 21.  | 2,96 millió |
| 227. | 17. | The Things We Do for Love           | James Burrows | John Quaintance                  | 2019. március 28.  | 3,25 millió |
| 228. | 18. | Jack's Big Gay Wedding              | James Burrows | Alex Herschlag és Suzanne Martin | 2019. április 4.   | 2,99 millió |

## 11. évad (2019-2020)
| Sor. | Év. | Cím                         | Rendező       | Író                                                         | Premier            | Nézettség   |
| ---- | --- | --------------------------- | ------------- | ----------------------------------------------------------- | ------------------ | ----------- |
| 229. | 1.  | Eat, Pray, Love, Phone, Sex | James Burrows | David Kohan és Max Mutchnick és Jon Kinnally és Tracy Poust | 2019. október 24.  | 2,28 millió |
| 230. | 2.  | Pappa Mia                   | James Burrows | Suzanne Martin                                              | 2019. október 31.  | 2,63 millió |
| 231. | 3.  | With Enemies Like These     | James Burrows | John Quaintance                                             | 2019. november 7.  | 2,17 millió |
| 232. | 4.  | The Chick or the Egg Donor  | James Burrows | Jordan Reddout és Gus Hickey                                | 2019. november 14. | 2,16 millió |
| 233. | 5.  | The Grief Panda             | James Burrows | Jon Kinnally és Tracy Poust                                 | 2019. november 21. | 2,19 millió |
| 234. | 6.  | Performance Anxiety         | James Burrows | John Quaintance                                             | 2020. január 9.    | 2,39 millió |
| 235. | 7.  | What a Dump                 | James Burrows | Suzanne Martin                                              | 2020. január 16.   | 2,13 millió |
| 236. | 8.  | Lies & Whispers             | James Burrows | Adam Barr                                                   | 2020. január 23.   | 2,32 millió |
| 237. | 9.  | Bi-plane                    | James Burrows | Aaron Huffines és C.R. Honce                                | 2020. február 6.   | 2,35 millió |
| 238. | 10. | Of Mouse and Men            | James Burrows | Adam Barr                                                   | 2020. február 13.  | 1,97 millió |
| 239. | 11. | Accidentally on Porpoise    | James Burrows | Suzanne Martin                                              | 2020. február 20.  | 1,95 millió |
| 240. | 12. | Filthy Phil, Part 1         | James Burrows | Jon Kinnally és Tracy Poust                                 | 2020. február 27.  | 2,06 millió |
| 241. | 13. | Filthy Phil, Part 2         | James Burrows | Adam Barr                                                   | 2020. március 5.   | 2,10 millió |
| 242. | 14. | The Favourite               | James Burrows | Laura Kightlinger                                           | 2020. március 12.  | 2,30 millió |
| 243. | 15. | Broadway Boundaries         | James Burrows | Jordan Reddout és Gus Hickey                                | 2020. március 19.  | 2,73 millió |
| 244. | 16. | We Love Lucy                | James Burrows | John Quaintance                                             | 2020. április 9.   | 2,66 millió |
| 245. | 17. | New Crib                    | James Burrows | Jon Kinnally és Tracy Poust                                 | 2020. április 16.  | 2,46 millió |
| 246. | 18. | It's Time                   | James Burrows | David Kohan és Max Mutchnick                                | 2020. április 23.  | 3,14 millió |

## Különkiadás (2020)
| #  | Cím                        | Rendező       | Író                          | Premier           | Nézettség   |
| -- | -------------------------- | ------------- | ---------------------------- | ----------------- | ----------- |
| 1. | A Will & Grace-ful Goodbye | James Burrows | David Kohan és Max Mutchnick | 2020. április 23. | 2,97 millió |